# Château de Larrey
Le château de Larrey est situé à Larrey, dans le département français de la Côte-d'Or.

## Localisation
Le château est situé au nord du village qu'il domine du haut d'une falaise.

## Historique
Le premier château est construit en 1227 sur l'emplacement d'une forteresse antérieure par Eudes, seigneur de Grancey. Cette forteresse inquiète à la fois le duc de Bourgogne, l'évêque de Langres et le comte de Nevers. Les Grancey conservent cette terre jusqu'à la fin du XVe siècle. Elle passe alors à Marie de Grancey et son mari Claude de Toulongeon-Traves qui rebâtissent en partie le château endommagé par les armées de Louis XI puis aux Clermont d'Anjou-Gallerande et aux Gramont (cf. Antoine).
À partir de 1650 il passe entre diverses mains, dont celles de Pierre Lenet, et en 1780 est acheté par le prince de Condé qui en fait don à l'hôpital de Chantilly. Le domaine est dispersé à la Révolution et à la fin du XIXe siècle l'essentiel des bâtiments ne servent plus que d'étables, granges et écuries.

## Architecture
Le château, de style médiéval, entoure une vaste cour ouverte vers le sud par une terrasse surplombant le village..

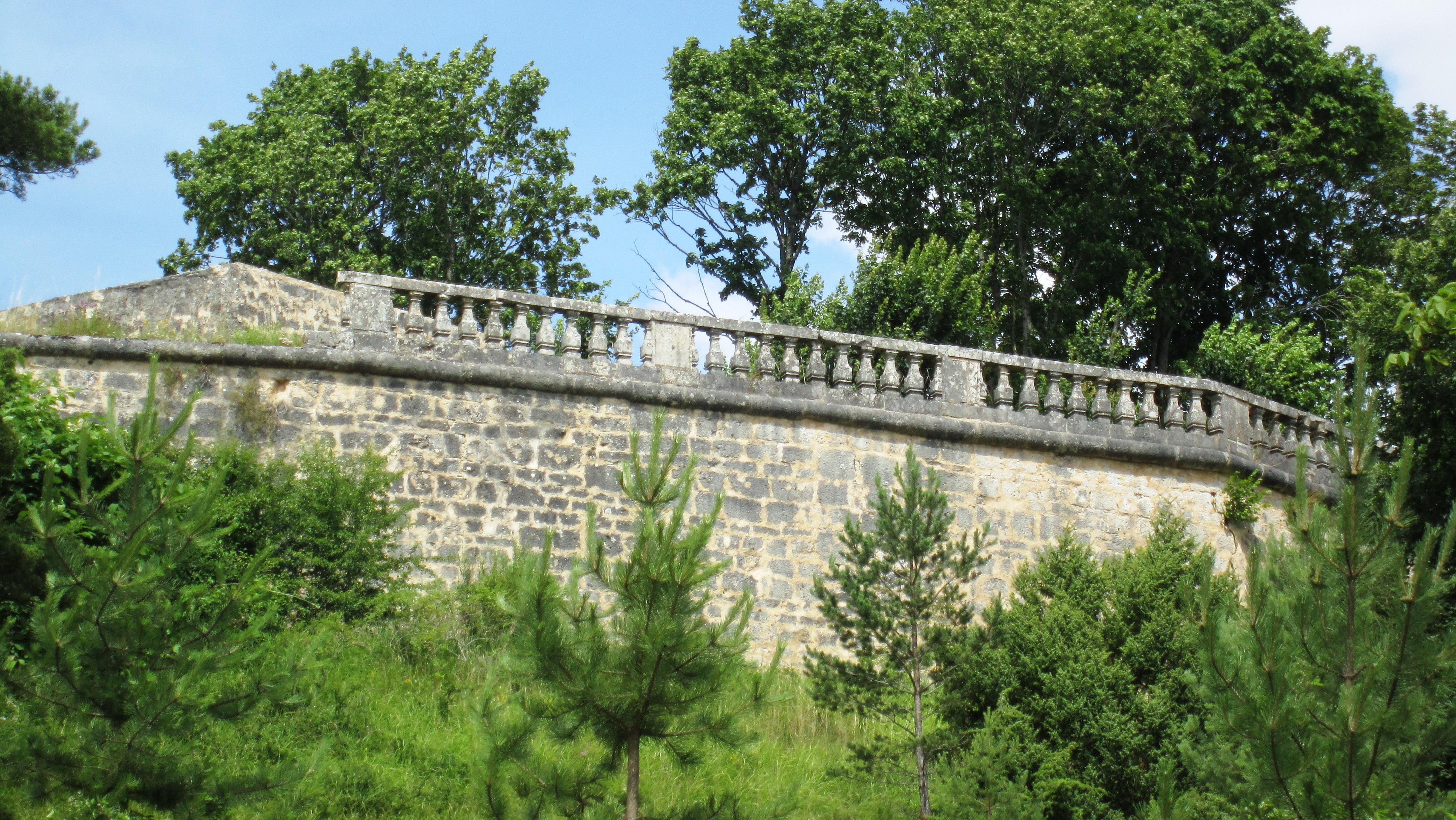
Terrasse surplombant le village
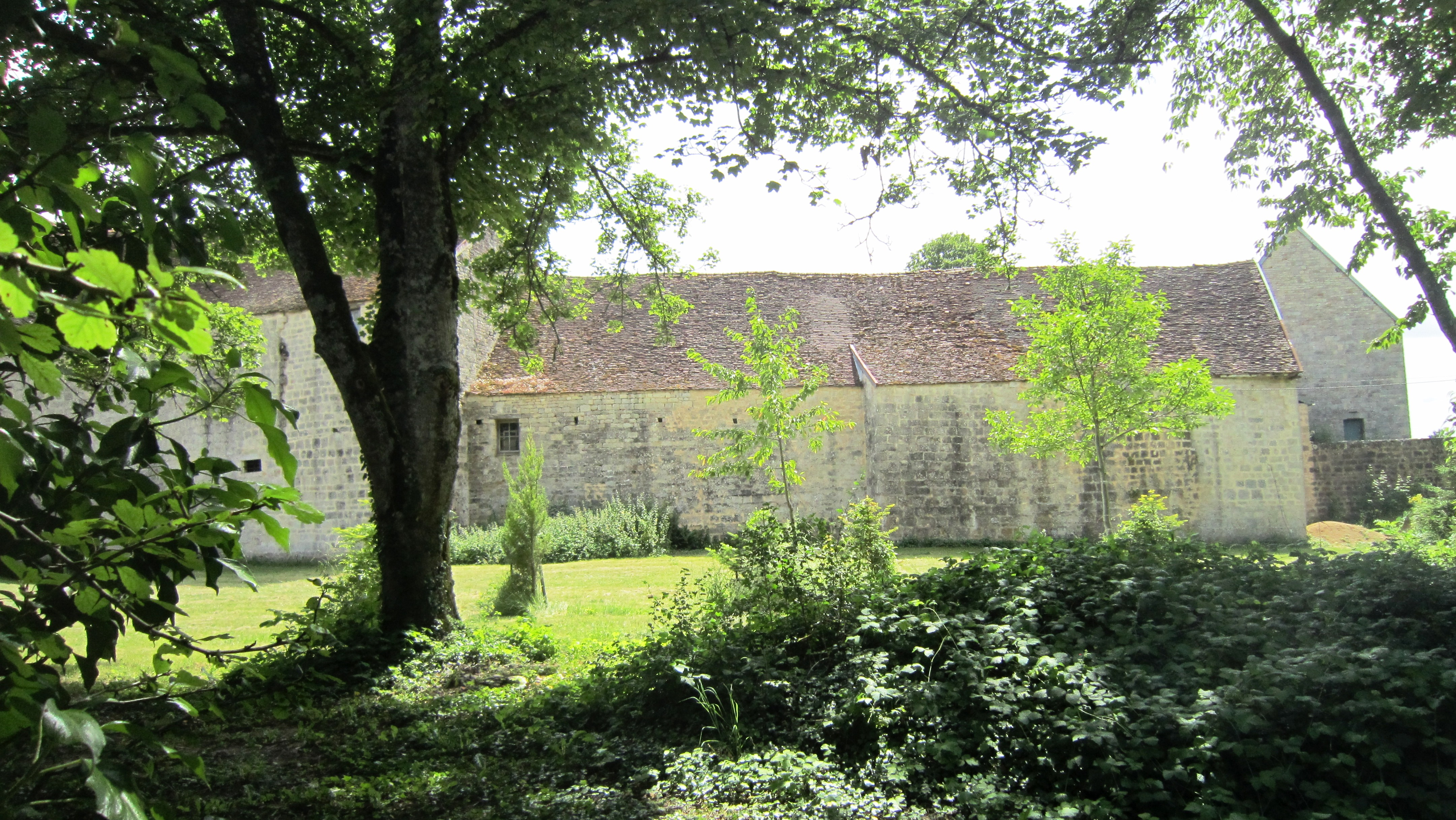
Façade nord

La façade, la toiture et la terrasse du bâtiment principal, situé à l'est de la cour intérieure, ainsi que la tour et la tourelle, l'escalier et la balustrade, les deux tours d'entrée et la salle voûtée du bâtiment situé à l'ouest (cadastre E.162, 163) sont inscrits à l'inventaire des monuments historiques depuis le 13 mars 1972.

## Terrier
Le terrier du marquisat de Larrey fut refait par Germain Verniquet (?-1751) et son fils Edme Verniquet (1727-1804) en 1749.

## Annexe